# Aeroporto di Bornholm
L'Aeroporto di Bornholm (IATA: RNN, ICAO: EKRN) è un aeroporto danese situato a 5 km a sud-est di Rønne, il più popoloso centro abitato dell'isola di Bornholm.
La struttura, fino al 1992 indicata come aeroporto di Rønne (Rønne Lufthavn), è dotata di un'unica pista in asfalto lunga 2 002 m posta all'altitudine è di 16 m / 52 ft sul livello del mare con orientamento 11/29.
L'aeroporto è gestito dallo Statens Luftfartsvæsen, l'amministrazione dell'aviazione civile danese, ed è aperto al traffico commerciale.

## Storia
L'aeroporto è stato inaugurato nel 1940 con un volo con destinazione la capitale. Questa struttura ha avuto una grande importanza durante la seconda guerra mondiale, per via della posizione strategica che occupa.

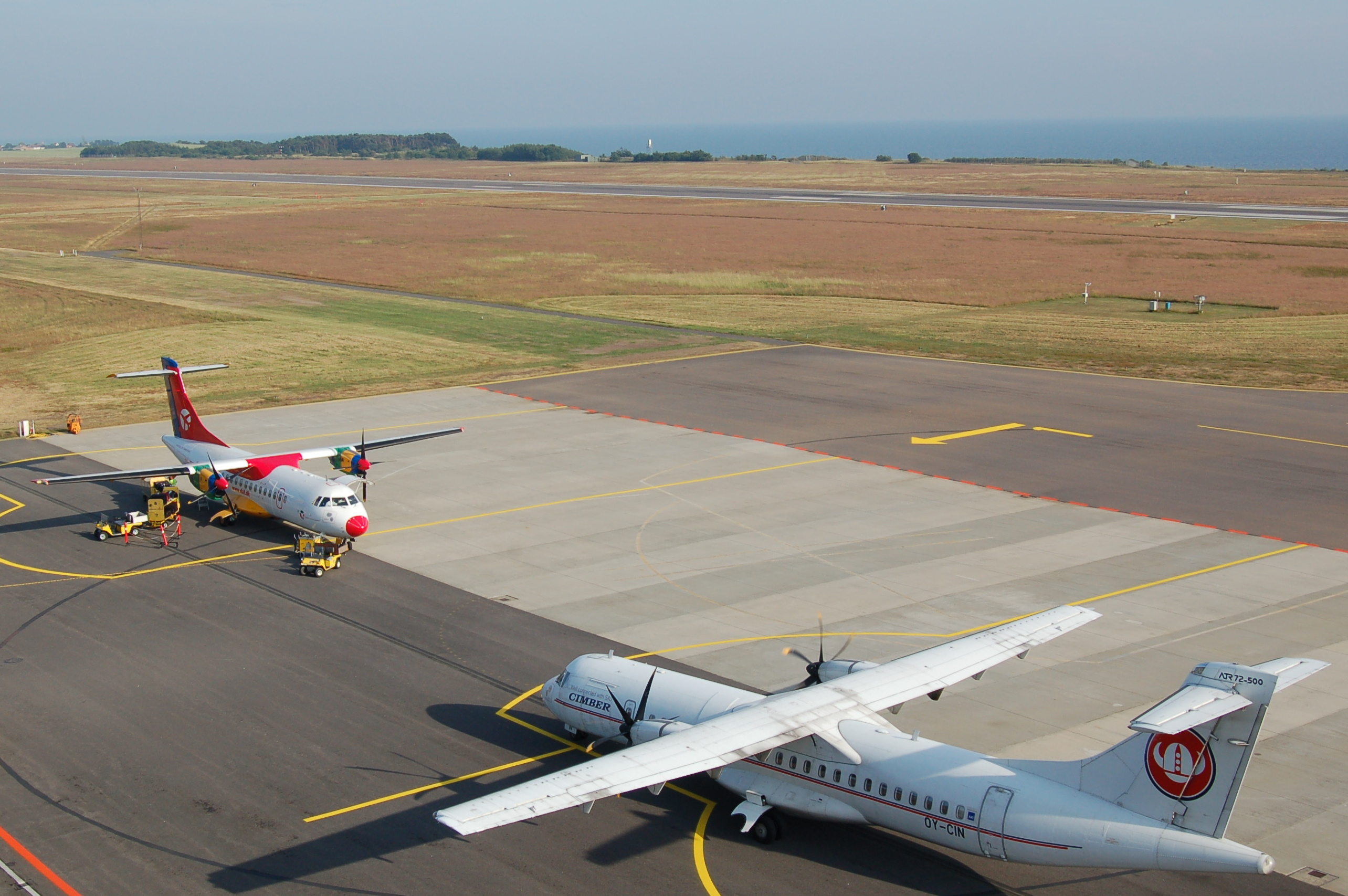
Un ATR 42-300 ed l'ATR 72-500 OY-CIN della compagnia aerea danese Cimber Sterling in sosta all'aeroporto

## Collegamenti con l'isola
Dall'aeroporto è in funzione un servizio di collegamento stagionale a mezzo autobus che lo collega alla città di Rønne e le città di Nexø, Svaneke, Gudhjem e Allinge. È anche in funzione un servizio di taxi in coincidenza con gli arrivi.